# 以色列廣播局
以色列廣播局（希伯來語：רשות השידור，缩写为IBA）是一家已经不存在的广播电台兼电视台，為以色列的國家公共廣播系統，是該國最具權威的媒體。

## 歷史

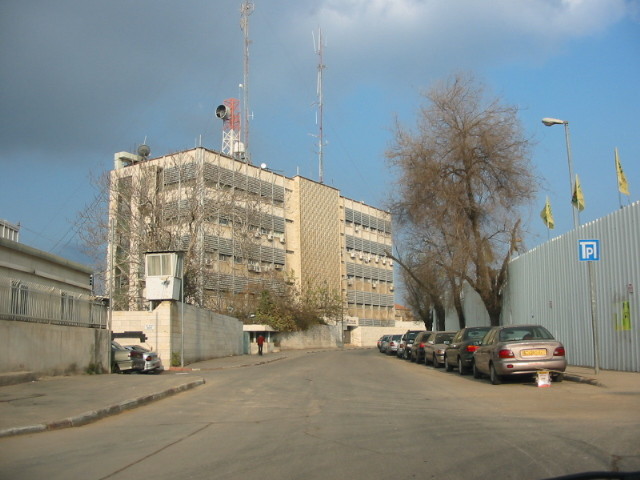
以色列廣播局總部

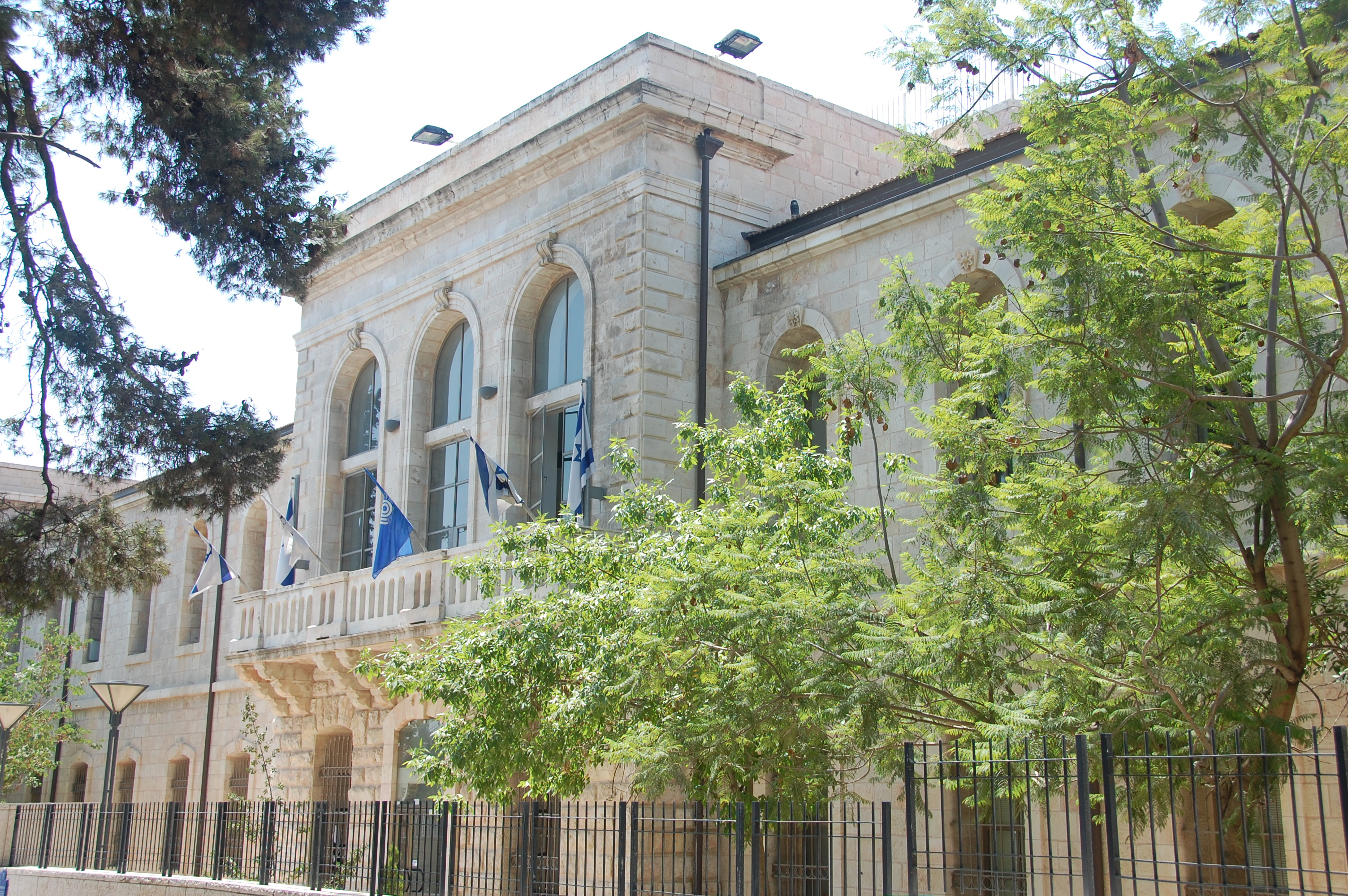
以色列廣播局舊址

以色列廣播局的歷史可追溯至1936年3月30日地下電台「耶路撒冷之聲」（קול ירושלים）開始運作，當時以色列仍屬於英屬巴勒斯坦託管地。1948年3月14日時改名「衛國之聲」（Kol HaHagana），直到1948年5月14日以色列宣布獨立時耶路撒冷之聲電台實改名「以色列之聲」（קול ישראל/Kol Yisrael）。而1951年時再度改名為「以色列廣播網」，1965年6月6日由以色列國會通過法案並改名「以色列廣播局」，以色列之聲則成為以色列廣播局的無線電廣播部門。1968年5月2日開始電視廣播，而1983年2月23日開始彩色電視广播；但在此之前也有彩色電視节目，如1977年轉播埃及總統薩達特訪問以色列、1979年轉播歐洲歌唱大賽。
2015年，以色列國會立法设立新的公共广播机构“以色列公共广播公司”，以取代以色列广播局；但两家机构的交接工作一直处于混乱之中，多次被推迟。2017年5月11日，以色列政府在未告知时任以色列总理内塔尼亚胡的情况下，突然下令将以色列广播局停播，引发员工以及观众的不满。

## 概况
以色列廣播局旗下共有四個頻道和多個电台频率，而所有廣告在電視節目中不用付費即可播出，因為國家電視台的經費來源主要是商業贊助。而該電視台的新聞共有14種語言服務國內外觀眾，觀看方式可透過網路或各個廣播中繼站。
在1990年代以色列曾經通過法案，开放私营电视台、电台牌照竞争。但直到法案通過和当地有線電視的普及後，以色列國家電視台仍然壟斷以色列的媒體事業，其國內的資金來源也有大半來自於電視授權。
以色列廣播網於1957年加入歐洲廣播聯盟成為活躍會員，同时埃及和敘利亞兩個国家退出成員国之列。

## 电视頻道
- 第1频道（Haarutz Ha-Rishon）：國家電視台的主頻道，直到20世纪90年代前，此頻道是以色列唯一也是該國歷史最悠久的頻道，因此被稱為以色列電視台（הטלוויזיה הישראלית）。在2010年播出高清版本。
- 第33频道：白天播出新闻和纪实节目，晚间播出阿拉伯語节目。

## 电台频率

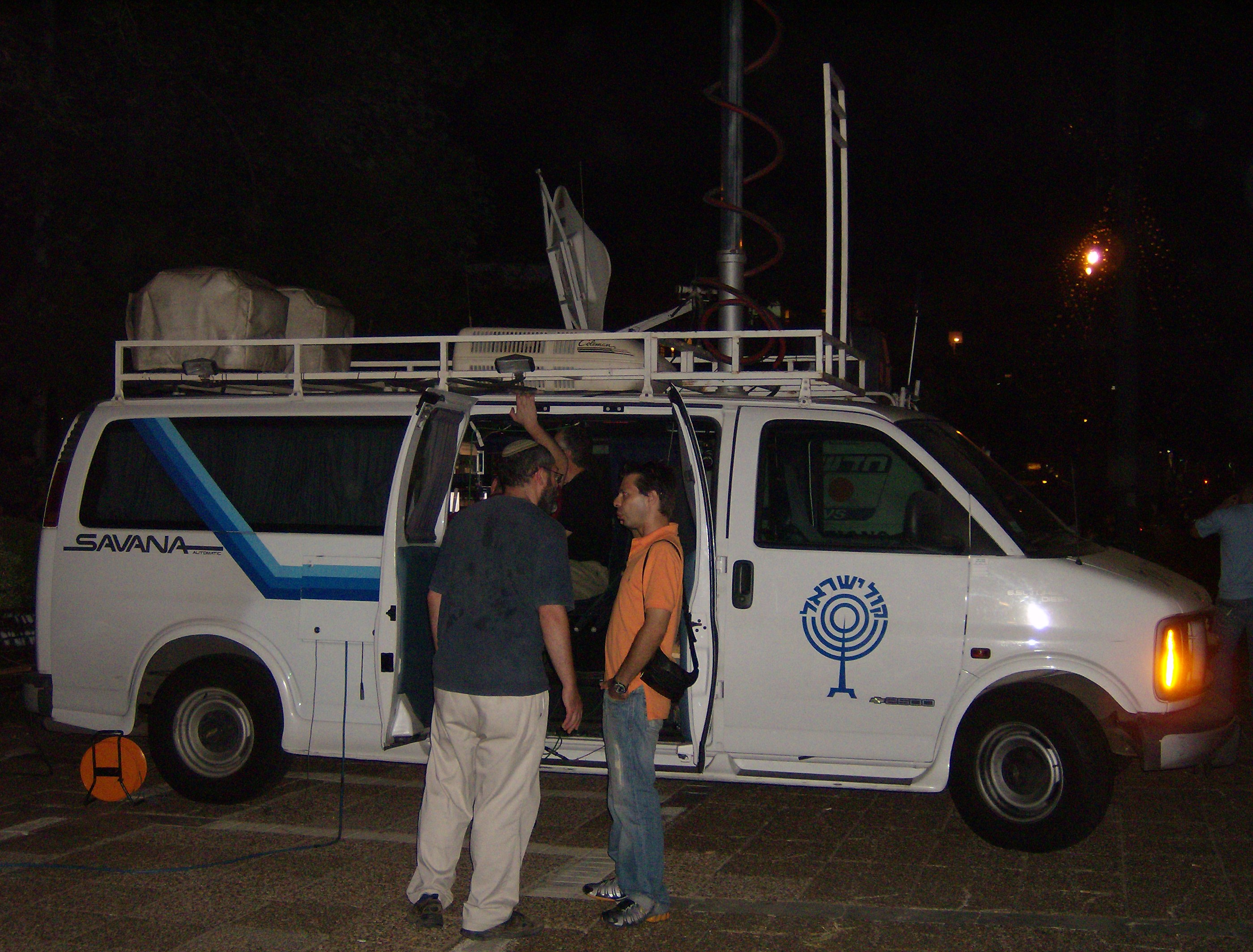
以色列之聲采访車

以色列之聲是以色列廣播局無線電廣播的合稱，它也是一個國際性的廣播網。
- Reshet Aleph（A廣播網）
- Reshet Beit（B廣播網）：主要播出新闻和談話性節目。
- Reshet Gimel（C廣播網）：以色列音樂频率。
- Reshet Dalet（D廣播網）：阿拉伯语频率。
- Reshet Klitat Aliya（简称Reka）：面向國內的新移民者，播出語言共有13種（俄語占大多数），原名以色列外語之聲（Kol Zion La-Golah）、E廣播網（Reshet Heh）。
- 88 FM：高品質音樂频率。
- Kol Ha-Musika（音樂之聲）：古典音樂频率。
- Kol Ha-Kampus（校園之聲）：以色列之聲與「以色列管理學院」的合作教育計畫，由在校大學生主持节目。

## 外部連結
- 官方網站（页面存档备份，存于）
- 以色列之聲
- IBA World
- 以色列教育电视（页面存档备份，存于）
- 以色列国际電台